# Teuravuoma
Teuravuoma är en sumpmark i Finland. Den ligger i Kolari kommun i landskapet Lappland, i den norra delen av landet, 800 km norr om huvudstaden Helsingfors.